# Wsewolod Petrowitsch Kaschtschenko
Wsewolod Petrowitsch Kaschtschenko (Все́волод Петро́вич Ка́щенко; * 21. Märzjul. / 2. April 1870greg. in Jeisk; † 30. November 1943 in Moskau) war ein sowjetischer Psychiater. Sein Bruder Pjotr Petrowitsch Kaschtschenko war der Leiter der wichtigsten Psychiatrischen Klinik Nr. 1 in Moskau.
Kaschtschenko studierte Medizin an den Universitäten Moskau und Kiew. Er gründete 1908 aus privaten Mitteln in Moskau eine Sanatoriumsschule für behinderte Kinder, eine der ersten wissenschaftlich-praktischen Bildungseinrichtungen in Russland für geistig Behinderte. Nur 15 bis 20 Jungen im schulpflichtigen Alter wurden in die Anstalt aufgenommen. „Kinder sind Neuropathen, Wutanfälle, geistig behindert, durch unsachgemäße Elternschaft verwöhnt, anfällig für Vagabunden und andere Entwicklungsstörungen.“ Um 1912 prägte er in seinen Aufsätzen den Begriff der Defektologie. Nach der Revolution 1917 wurde die Sanatoriumsschule verstaatlicht, dem Volkskommissariat für Bildung unterstellt und in Medizinische pädagogische Experimentalstation umbenannt. Auch wurden Defektologen für eine größere Verbreitung in Russland dort ausgebildet. Kaschtschenko leitete die Station bis 1927, als er mit dem Beginn des Stalinismus abgesetzt wurde. In der Lehre blieb er weiter aktiv.
1919 hat er das Museum für Pädiatrische Defektologie gegründet (später in Museum für Pädologie und Pädagogik außergewöhnlicher Kindheit umbenannt), das drei Abteilungen umfasste: das Studium des Kindes, medizinische (Korrektur-)Pädagogik sowie Kinderarbeit und Kreativität. Es wurde nach wenigen Jahren geschlossen.